# الکساندر کالتنر
الکساندر کالتنر (انگلیسی: Alexander Kaltner؛ زادهٔ ۲۴ اکتبر ۱۹۹۹) بازیکن فوتبال اهل آلمان است.